# Георги Чавов
Георги Тодоров Чавов е български строителен инженер.

## Биография
Роден е в 1862 година в Русе в семейството на търновския търговец Тодор Чавов и Ламбуша Чавова. Завършва строително инженерство в Лозанския университет, Швейцария. Работи като началник на техническия отдел в община Русе в началото на XX век. Чавов е автор на проктите за редица частни къщи в града и има значителни заслуги за модернизацията на града. Той кани швейцарския архитект Херман Майер (1856 – 1930) да проектира банка в Русе. По-късно е назначен за началник на Техническия отдел на община София. В 1903 година става член на комисията по построяването на Народния театър. Чавов е сред основателите на Българското инженерно архитектурно дружество.
Чавов е активист на Македонската организация. През май 1899 година е делегат от Русенското македонско дружество на Шестия македонски конгрес.
Участва в Първата световна война като запасен майор, началник на парк при 5-а армейска огнестрелна паркова колона. За отличия и заслуги през втория период на войната е награден с народен орден „За военна заслуга“.
Умира в 1928 година.